# Eunidia fuscovittata
Eunidia fuscovittata là một loài bọ cánh cứng trong họ Cerambycidae.